# Christina Robinson
Christina Robinson (Orlando, Florida, 8 de noviembre de 1997) es una actriz estadounidense, conocida principalmente por interpretar a Astor Bennett en la serie de televisión Dexter de Showtime.

## Carrera
Comenzó su carrera en la serie de televisión Dexter interpretando el papel de Astor Bennett de 2006 a 2012. Recibió cuatro nominaciones consecutivas a los premios Young Artists como «Mejor actuación en una serie de televisión - actriz joven en un papel recurrente» entre 2008 y 2011, pero no obtuvo ningún galardón. Fue nominada al Premio del Sindicato de Actores al «Mejor reparto de televisión» en 2009 y 2010.
Debutó en el cine en 2007 con la película documental Los reyes del Ártico. Tras acabar la serie participó en una serie de cortometrajes. Posteriormente ha intervenido en películas como The Manor, Una oportunidad para Emma o Captive.
Tiene una hermana, Courtney Robinson, que también es actriz.

## Filmografía
| Año             | Título                                      | Personaje     | Notas                                  |
| --------------- | ------------------------------------------- | ------------- | -------------------------------------- |
| 2006–2010, 2012 | Dexter                                      | Astor Bennett | Serie de televisión; papel recurrente. |
| 2007            | Los reyes del Ártico                        | Niña          | Documental; cameo.                     |
| 2016            | Suspense                                    | Abby          | Serie de televisión; un episodio.      |
| 2016            | Una oportunidad para Emma                   | Lexi Smith    | Película.                              |
| 2017            | Syn                                         | Xael          | Serie de televisión; un episodio.      |
| 2018            | The Manor                                   | Amy Hunter    | Película.                              |
| 2019            | Philophobia: or The Fear of Falling in Love | Becca         | Película.                              |
| 2023            | Captive                                     | Mallory       | Película.                              |